# 吴氏雀稗
吴氏雀稗（学名：Paspalum urvillei），又名丝毛雀稗，为禾本科雀稗属下的一个种。

## 扩展阅读
- 維基物種上的相關：吴氏雀稗